# Бакарджиев, Вячеслав Георгиевич
Вячеслав Георгиевич Бакарджиев (26 августа 1911, Красный Яр, КазАССР — 4 ноября 1990, Ленинград) — советский морской офицер, участник Великой Отечественной войны на Чёрном море. Контр-адмирал (1955). Начальник Ленинградского нахимовского военно-морского училища с марта 1963-го по сентябрь 1971 года.

## Биография
Родился 26 августа 1911 года в селе Красный Яр, Семипалатинской губернии. Детство и юность Бакарджиева связаны с селом Андровка, берегами реки Кильтичия, окрестностями Бердянска и с побережьем Азовского моря. Хотя в военных анкетах в графе национальность стоит «русский», по сведениям родных и в следственном деле НКВД указан как «болгарин».
Окончил Одесский техникум физкультуры (1930—1933)
В ряды ВМФ призван 15 ноября 1933 года. Закончил курсы командного состава ЧФ (11.1933-12.1935). С декабря 1935 по декабрь 1937 года — командир БЧ-3 эсминца «Незаможник», с декабря 1937-го — помощник командира корабля, до 13 июля 1938 года снят в связи с арестом.
Арестован НКВД в Севастополе 5 июля 1938. Находился под следствием по обвинению по статье 58-10 УК РСФСР. Постановлением ГУГБ НКВД от 20 марта 1940 года дело было прекращено за недоказанностью состава преступления.
«..через много лет на праздничном приеме у комфлота, будучи уже контр-адмиралом, известным героем войны на Чёрном море, он вдруг встречает следователя, который вел его дело и очевидно не оставил о себе приятных воспоминаний. Следователь к этому времени стал прокурором флота. И он не нашел ничего лучшего, чем подойти к Бакарджиеву и предложить ему выпить совместно. Вячеслав Георгиевич, мгновенно вспомнив тюрьму, грохнул рюмку об пол: „Я с мерзавцами не пью“. Стоявший рядом командующий флотом адмирал [Н. М.] Харламов и бровью не повел, „не заметил“».
Восстановлен в кадрах ВМФ 26 июля 1940 года. Помощник командира СКР «Шквал» июль-октябрь 1940 года, помощник командира ЭМ «Бодрый» ЧФ с октября 1940 года.
Участник Великой Отечественной войны. Командовал сторожевым кораблём «Шквал» Черноморского Флота (7.1942-6.1943), эсминцем «Незаможник» (7.1943-6.1944). Участвовал в обороне Одессы, обороне Севастополя, битве за Кавказ. Член ВКП(б) с 1942 года. Капитан 3-го ранга, командовал с 12 июня 1944 года эсминцем ЧФ «Бойкий».
Командир плавбазы «Нева» (12.1946-10.1947) 1-й бригады подводных лодок Черноморского флота. Командир эсминца «Огненный» (9—12.1948)
Закончил командирский факультет Высшие специальные офицерские классы ВМФ с октября 1947 по сентябрь 1948 года. Командовал соединениями кораблей Балтийского и Северного флотов. С июня 1953 по декабрь 1955 капитан 1-го ранга Бакарджиев В. Г. — командир 76-я бригады эскадренных миноносцев Балтийского флота. Контр-адмирал (8 августа 1955 года).
Закончил военно-морской факультет Военной академии Генерального штаба Вооружённых сил СССР им. К. Е. Ворошилова с отличием (12.1955-11.1957).
Начальник штаба — 1-й заместитель командирара эскадры Северного флота (11.1957-12.1959). Заместитель начальника кафедры тактики ВМФ ВМАКВ им. А. Н. Крылова (12.1959-8.1960).
Назначен начальником Научно-исследовательского отдела Академии.
Начальник Ленинградского нахимовского военно-морского училища с марта 1963-го по сентябрь 1971 года.
С сентября 1971 года в запасе. Умер 4 ноября 1990 года в Ленинграде. Похоронен на Красненьком кладбище.

## Характеристики личности
Из аттестации (1965): «Является хорошо подготовленным в оперативно-тактических вопросах адмиралом, с большим опытом службы на кораблях до начальника штаба эскадры. С работой по кругу обязанностей начальника училища справляется. Много внимания уделяет вопросам строительства училища и лагеря. Глубоко вникает в содержание учебно-воспитательной работы с нахимовцами. Дисциплинирован, исполнителен, инициативен, энергичен, решения принимает быстро и правильно. Требователен. В проведении в жизнь своих решений и предложений тверд…»
О характере Вячеслава Георгиевича рассказал его сослуживец по Балтийскому А. Л. Лифшиц в мемуарах «На море и на суше».
«… о нём стоит сказать несколько хороших слов. Это был очень опытный и смелый моряк, интеллигентный и образованный, необыкновенно остроумный, но возможно излишне импульсивный человек, который никогда не лез за словом в карман».
«По окончании Академии на вопрос, где он хочет служить дальше, ответил в своем духе „Где угодно, лишь бы было метро“». (Оно тогда в СССР было только в Москве и Ленинграде).

## Награды[1]
- Орден Ленина (1956)
- Орден Красного Знамени четырежды (01.03.1943) (1950) (05.11.1954) (22.02.1968)
- Орден Отечественной войны II степени (25.12.1944)
- Орден Красной Звезды (20.06.1949)
- Орден Нахимова II степени (23.08.1945)
- Орден Отечественной войны I степени (1985)
- Медаль «За боевые заслуги» (03.11.1944)
- Медаль «За оборону Кавказа»
- Медаль «За победу над Германией в Великой Отечественной войне 1941—1945 гг.» (09.05.1945)
- Медаль «За оборону Одессы»
- Медаль «За оборону Севастополя»
- Именное оружие (1971)